# Deilephila warneckei
Deilephila warneckei är en fjärilsart som beskrevs av Josif Capuse 1963. Deilephila warneckei ingår i släktet Deilephila och familjen svärmare. Inga underarter finns listade i Catalogue of Life.